# Thobias da Vai-Vai
Edimar Tobias da Silva (São Paulo, 1958), mais conhecido como Thobias da Vai-Vai, é um cantor, ator, radialista e ex-dirigente de carnaval brasileiro. Tornou-se célebre por ter sido intérprete oficial, e posteriormente presidente da escola de samba paulistana Vai-Vai. Já foi considerado um dos maiores intérpretes de samba-enredo do Brasil de todos os tempos.

## Carreira
Thobias entrou para o mundo do samba através da Gaviões da Fiel, quando esta ainda participava do carnaval apenas como uma ala da Vai-Vai, até que entrou definitivamente para esta escola, tornando-se seu puxador (intérprete). lançou seu primeiro disco em 1986, e o segundo em 1989. Entre este e o terceiro LP, lançado em 1993, alterou a grafia de seu nome artístico de "Tobias" para "Thobias". a Vai Vai obteve oito dos seus treze títulos sob a interpretação de Thobias; além de um deles, conquistado sob sua presidência, no segundo ano demandato, totalizando nove títulos, no entanto, em 1994, Thobias para se dedicar à carreira solo, passou o posto para Agnaldo Amaral. [carece de fontes?]
Em 2006, com a renúncia do então presidente, o polêmico  Sólon Tadeu Pereira, Thobias foi convidado[carece de fontes?] à presidência da escola, sendo eleito pelo conselho interno. Ainda este ano, participou do seriado da Rede Globo "Antônia", e também do filme "O Cheiro do Ralo". Consagrou no desfile de 2007 o bordão "Sob nova direção", como marca de sua gestão. em 2010, após o carnaval, deixou a presidência da Vai-Vai. e depois de 12 anos, volta a ser intérprete da Vai-Vai, dessa vez dividindo o microfone com o novato Márcio Alexandre.
Como radialista, realizou programas nas rádios FM Imprensa, Brasil 2000 e América. é também um dos fundadores da Afrobrás – Sociedade Afro-brasileira de Desenvolvimento Sociocultural, a mantenedora da UniPalmares - Universidade da Cidadania Zumbi dos Palmares, da qual é presidente de honra.
Em 2014 Thobias inaugurou sua nova casa de show "Terra da Garoa" no centro de São Paulo, dirigindo o musical "Sampa", e, ao lado de grandes nomes Thobias procura fazer uma casa inédita. Neste mesmo ano ele voltou a vice-presidência da escola de samba Vai-Vai.

### Discografia
- 1986 – Amor dos outros – Tobias e Márcia Inayá
- 1989 – Tobias
- 1993 – Thobias e a Turma do Chamachopp
- 1995 – Thobias
- 1996 – Brasil Samba Show I
- 1997 – Brasil Samba Show II
- 1999 - História do Samba Paulista[nota 1]
- 2002 – Me aperta, me abraça
- 2006 – Paulicéia